# EASTWEST
EASTWEST（イーストウェスト）は、アメリカ合衆国カリフォルニア州ハリウッドのソフトウェア・シンセサイザーの製作会社。同社によるサンプラー音源であるQuantum Leap（QL）シリーズが有名。日本での販売はハイ・リゾリューション。なお、2008年まではクリプトンから発売されていた。

## 製品一覧
下記製品において異なるグレードが用意されているものは、収録した音色数、音色クオリティの違い（16bitと24bit）、収録マイクの位置などである。2024年現在、これらの音源は最上位グレード（Diamond、Platinum、Platinum Plus）のみの発売となっている。<>内は国内代理店で発売されていない製品（グレードは過去に一度も発売されなかった製品が対象）。下記の製品を利用するにはiLok USBキーでのオーサライズが必要だったが、現在はiLokアカウントを作成すれば認証ができるようになった。

### 音源

#### オーケストラ
- Symphonic Orchestra：EASTWEST社で最初にリリースされたオーケストラ総合音源。通称QLSO（内外ともに）。現在でも多くの作曲家に利用されている。Platinum Plus、Platinum、Gold、Silverの4グレード。
- Hollywood Orchestra Opus Edition：上記のQLSOに続き発売されたオーケストラ音源。上記の製品よりも音色数が大幅に増えている。元々はPlayで使用されていた音源だが、Opusのリリースにあたり UIが一新され、MOOD機能が追加された(後述)。さらに新たにいくつかのライブラリが追加されている。製品は以下の通りで、いずれもDiamondとGold、<Silver>の3グレード。
  - Hollywood Strings：弦楽合奏音源。ソロは含まれない。
  - Hollywood Brass：金管楽器音源。
  - Hollywood Orchestral Woodwinds：オーケストラ木管楽器用音源。四管編成程度まで使用される楽器を網羅（バスフルート、小クラリネット等）。
  - Hollywood Orchestral Percussion：オーケストラ打楽器用音源。
  - Hollywood Harp：ハープ音源。元々はHollywood Orchestraとは別売だったが、Opus Editionでは統一されている。
  - Hollywood Solo Violin：ソロバイオリン音源。元々はHollywood Orchestraとは別売だったが、Opus Editionでは統一されている。
  - Hollywood Solo Cello：チェロのソロ音源。元々はHollywood Orchestraとは別売だったが、Opus Editionでは統一されている。
  - Hollywood Orchestrator：Opus Editionで新たに登場したHollywood Orchestraのスコアリング・エンジン。Sonuscoreとの共同開発。
- Hollywood Fantasy Orchestra：通常のオーケストラ楽器に加え、民族楽器も収録されている音源。上記のHollywood Orchestraを補完する音源としてリリースされた。製品は以下の通り。
  - Hollywood Fantasy Strings：弦楽合奏音源。
  - Hollywood Fantasy Brass：金管楽器音源。
  - Hollywood Fantasy Winds：木管楽器音源。オカリナやイリアン・パイプスなど珍しい楽器が収録されている。
  - Hollywood Fantasy Percussion：打楽器音源。
  - Hollywood Fantasy Voices：合唱音源。エルフ語の合唱などが収録されている。
  - Hollywood Fantasy Orchestrator：Hollywood Fantasy Orchestraのスコアリング・エンジン。Sonuscoreとの共同開発。
- Hollywood Strings2：弦楽合奏音源。無印とは違い少数編成での収録となっている。

#### ボーカル
- Symphonic Choirs：合唱音源。歌詞を歌わせることができるワードビルダー（Word Builder）が付属。PlatinumとGoldの2グレード。
  - Expansion Bundle：拡張版。現在廃盤となっているVoices of the Apocalypseのライブラリを追加することができる。
- Voices of Passion：ウェールズ、シリア、インド、ブルガリア、アメリカ等の女声音源。
- Voice of The Empire：モンゴル、ブルガリアなどの民族女声音源。
- Voice of Soul：ボーカル音源。
- Voice of Opera：オペラ歌唱音源。
- Hollywood Choirs：合唱音源。Symphonic Choirsの続編で同様に歌詞を歌わせることができるワードビルダー（Word Builder）が付属。DiamondとGoldの2グレード。
- Hollywood Backup Singers：ボーカル音源。クワイア音源と同様歌詞を歌わせることができるワードビルダー（Word Builder）が付属。
- Hollywood Fantasy Voices：詳細は#オーケストラを参照。

#### パーカッション
- Stormdrum2：通称SD2。打楽器音源。オーケストラの楽器からドラムセット、エスニック打楽器まで網羅。
  - Pro Bundle：拡張版。通称SD2 Pro。いくつかの打楽器が追加されている他、初代SDからのマルチ音源も収録されている。
- Stormdrum3：通称SD3。打楽器音源。オーケストラの楽器からドラムセット、エスニック打楽器まで網羅。上記SD2とは異なる録音が用いられる。
- ProDrummer 1&2：ドラムキット音源。

#### エスニック
- RA：ワールドミュージック用総合音源。
- Gypsy：ロマ音楽用音源。
- Silk：シルクロード をコンセプトとした、アジア系音源。

#### ロック・ポップス
- Fab Four：ポップミュージック用音源。
- Ministry Of Rock：ロック用音源。
- Ministry Of Rock 2：ロック用音源。無印とは収録内容に違いがある。
- Hollywood Pop Brass：ポップス、ロックなどに特化した金管楽器音源。

#### ピアノ・シンセ・総合音源
- Goliath：総合音源。GMにも対応。
- Piano：ピアノ用音源。収録ピアノはBechstein D-280、Steinway D、Bösendorfer 290、Yamaha C7。PlatinumとGold、Silverの3グレード。
- The Dark Side：暗く不気味な音色を特徴とする音源。
- Ghostwriter：複雑な処理が施されたギター、ドラム、ベースなどが収録された音源。
- Forbidden Planet：EASTWEST社で初となるソフトシンセ音源。
- String Machine：1960、70、80年代のシンセサイザーのサンプルが収録された音源。
- ICONIC：貴重なシンセサイザーのサンプルが収録された音源。

### エフェクト
- SPACESⅡ：ホールやスタジオなど演奏空間を再現するためのリバーブを付与するエフェクター。

### サブスクリプション
- ComposerCloud Plus：上記製品全てと下記製品を1か月、または１年間無制限使用することができるサブスクリプションサービス。
  - 25th Anniversary Collection：EASTWEST社創立25周年を記念してリリースされたバンドル。Play移行後使用できなかった製品で、Play向けに再設計された。

## Opusエンジン
現行のEASTWEST社製品を使用するためのソフトウェアエンジン。スタンドアローン、VST、AU、AAXに対応し、Windows、Macいずれも64ビットのシステムに対応している。最新版はVer.1.5.4（2024年10月現在）。読み込みサンプルが大変膨大であるため、パソコンの動作環境は厳しい。製品にもよるが、最低でも2GBのメモリ、7200rpm以上のハードディスクかSSDを必要としており、推奨環境は64bit OSおよび8GBのメモリである。これは近年のパソコンの著しい進歩によって、高音質を実現することが可能になったことの裏返しでもある。なお、2007年から2021年ごろまではPlayエンジンが使用されていた。当初は動作が不安定で評価が悪かったが、バージョンアップを重ねたことである程度改善されてきていた。しかし、2021年にPlayに代わる次世代エンジンとしてOpusをリリース。それに伴い、Hollywood OrchestraのUIを一新し、MOOD機能を追加したHollywood Orchestra Opus Editionをリリースした。なお、これまでPlayで使用されていた既存製品もOpusで使用可能となっている。ちなみに、2007年ごろまではNative InstrumentsのKompaktとIntaktを使用していた。